# 4 Dance
4 Dance é o quinto álbum de estúdio da banda portuguesa Santamaria.

Contém 13 faixas, incluindo uma remistura. Contém ainda uma faixa multimédia extra. Foi lançado em 12 de Julho de 2002 pela editora Vidisco.
A faixa multimédia extra inclui um puzzle, várias fotografias, as letras dos temas deste álbum e os "videoclips" dos temas "Quero ser… (tudo p'ra ti)"  e "Espelho d'água", do álbum anterior,  Reflexus, assim como uma apresentação ao vivo em vídeo de "Tudo p'ra te amar", do segundo álbum da banda Sem Limite, lançado em 1999.
Deste trabalho, dois temas ("Vou entrar no teu olhar" e "Vou nas asas de um sonho") foram escolhidos para integrar as duas primeiras compilações da banda: Boogie Woogie, lançada em 2003, e Hit Singles, lançada em 2006, ambas pela Vidisco.
Para o primeiro álbum ao vivo da banda 10 Anos - Ao Vivo, lançado em 2008 pela Espacial, foi apenas escolhido o tema  "Vou entrar no teu olhar".

## Faixas
1. "Vou entrar no teu olhar" (Rui Batista / Tony Lemos, Lucas Jr.) - 4:15
2. "Meu sonho és tu (só tu)" (Rui Batista / Tony Lemos, Lucas Jr.) - 4:07
3. "I want you anyway" (Rui Batista / Tony Lemos, Lucas Jr.) - 4:12
4. "És minha magia" (Manuel Guimarães / Luís Marante) - 5:16
5. "Desejo azul" (Rui Batista / Tony Lemos, Lucas Jr.) - 4:41
6. "'Dei a volta' ao mundo" (Rui Batista / Luís Marante) - 4:16
7. "Só eu sei" (Bongo version) (Tony Lemos, Lucas Jr.) - 4:27
8. "Vou nas asas de um sonho" (Rui Batista / Tony Lemos, Lucas Jr.) - 4:23
9. "Tu vais ser quem eu quero ter" (Rui Batista / Tony Lemos, Lucas Jr.) - 4:33
10. "Só te quero, só te adoro" (Rui Batista / Tony Lemos, Lucas Jr.) - 4:27
11. "Luz no teu silêncio" (Rui Batista / Tony Lemos, Lucas Jr.) - 3:39
12. "Sinto no ar teu olhar" (Rui Batista / Tony Lemos, Lucas Jr.) - 4:01
13. "I want you anyway" (DJ Lucana club extended) (Rui Batista / Tony Lemos, Lucas Jr.) - 4:05

Faixa multimédia:
1. "Espelho d'água" (videoclip)
2. "Tudo p'ra te amar" (vídeo ao vivo)
3. "Quero ser… (tudo p'ra ti)" (videoclip)